# Cry Baby (album)
Cry Baby este un album de studio de debut al interpretei americane Melanie Martinez. Acesta a fost publicat la data de 14 august 2015, prin intermediul casei de discuri Atlantic Records în format digital, compact disc și vinil. Albumul este susținut de un număr de trei discuri single „Pity Party”, „Soap” și „Sippy Cup”. Albumul conceptual este etichetat cu genul dark electropop, primind un număr major de recenzii pozitive din partea criticilor de specialitate pentru temele sale conceptuale și pentru producția sa. Revista Spin a trecut albumul pe lista lor de „Cele mai bune 25 albume pop din 2015” la numărul 22.

## Ordinea pieselor pe disc
| Nr. | Titlu              | Textier(i)                                                                                                 | Durată | Note |
| --- | ------------------ | --- | ------ | ---- |
| 01. | „Cry Baby”         | Melanie Martinez                                                                                           | 3:59   | —    |
| 02. | „Dollhouse”        | Melanie Martinez, Jeremy Dussolliet, Tim Sommers                                                           | 3:51   | [A]  |
| 03. | „Sippy Cup”        | Melanie Martinez, Jeremy Dussolliet, Tim Sommers                                                           | 3:15   | [A]  |
| 04. | „Carousel”         | Melanie Martinez, Jeremy Dussolliet, Tim Sommers                                                           | 3:50   | [A]  |
| 05. | „Alphabet Boy”     | Melanie Martinez, Jeremy Dussolliet, Tim Sommers                                                           | 4:13   | —    |
| 06. | „Soap”             | Melanie Martinez, Emily Warren, Kyle Shearer                                                               | 3:29   | [A]  |
| 07. | „Training Wheels”  | Melanie Martinez, Scott Hoffman                                                                            | 3:25   | —    |
| 08. | „Pity Party”       | Christopher Baran, Kara DioGuardi, John Gluck, Wally Gold, Seymour Gottlieb, Melanie Martinez, Herb Wiener | 3:23   | [A]  |
| 09. | „Tag, You're It”   | Melanie Martinez, Scott Harris, Rick Markowitz                                                             | 3:09   | —    |
| 10. | „Milk and Cookies” | Melanie Martinez, Jeremy Dussolliet, Rick Markowitz                                                        | 3:26   | —    |
| 11. | „Pacify Her”       | Melanie Martinez, Chloe Angelides, Michael Learry                                                          | 3:40   | —    |
| 12. | „Mrs. Potato Head” | Melanie Martinez, Jeremy Dussolliet, Tim Sommers                                                           | 3:37   | —    |
| 13. | „Mad Hatter”       | Melanie Martinez, Jeremy Dussolliet, Bryan Fryzel, Aaron Kleinstub                                         | 3:21   | —    |

Note
- A ^ Extras pe disc single.

## Clasamente
| Țară (clasament)                                                | Poziția maximă | Referință |
| --------------------------------------------------------------- | -------------- | --------- |
| Australia (Australian Albums — ARIA)                            | 27             | [ 6 ]     |
| Belgia – Flandra (Belgian Albums — Ultratop)                    | 77             | [ 6 ]     |
| Belgia – Valonia (Belgian Albums — Ultratop)                    | 149            | [ 6 ]     |
| Canada (Canadian Albums Chart)                                  | 10             | [ 7 ]     |
| Finlanda (Finnish Albums — Suomen virallinen lista)             | 36             | [ 6 ]     |
| Irlanda (Irish Albums — IRMA)                                   | 41             | [ 8 ]     |
| Noua Zeelandă (New Zealand Albums — RMNZ)                       | 21             | [ 6 ]     |
| Țările de Jos (Dutch Albums — MegaCharts)                       | 65             | [ 6 ]     |
| Portugalia (Portuguese Albums — AFP)                            | 23             | [ 6 ]     |
| Regatul Unit (UK Albums — OCC)                                  | 32             | [ 9 ]     |
| Scoția (Scottish Albums — OCC)                                  | 40             | [ 10 ]    |
| Spania (PROMUSICAE)                                             | 6              | [ 6 ]     |
| Statele Unite ale Americii (Billboard 200)                      | 6              | [ 11 ]    |
| Statele Unite ale Americii (Top Alternative Albums — Billboard) | 1              | [ 12 ]    |

## Certificări
| \| Țara \| Vânzări/ puncte \| Certificare \| Referințe \| \| -------------------------- \| --------------- \| ----------- \| --------- \| \| Brazilia \| +20.000 \| \| [13] \| \| Statele Unite ale Americii \| +500.000 \| \| [14] \| | Note - reprezintă „disc de aur”; |             |           |
| Țara | Vânzări/ puncte                  | Certificare | Referințe |
| Brazilia | +20.000                          |             | [ 13 ]    |
| Statele Unite ale Americii | +500.000                         |             | [ 14 ]    |